# Carlo Solari
Carlo Solari Donaggio (Iquique, 1972) es un ingeniero civil y empresario chileno, actual miembro del directorio del Grupo Falabella.

## Primeros años de vida
Nació como el tercer hijo de los tres que tuvo el matrimonio conformado por el empresario Reinaldo Solari Magnasco y Vicenta (Vinka) Clara Teresa Donaggio Marchesiello, ambos de antepasados italianos y croatas.
Se formó en The Grange School, en la capital, y luego en la Universidad Católica de Chile, casa de estudios donde alcanzó el título de ingeniero civil industrial tras presentar una memoria que consiguió la nota máxima.
Casado con Paula del Sol, es padre de cuatro hijas, Andrea, Olivia, Emilia e Inés.

### Vida pública
Al igual que sus hermanos Piero y Sandro, se inició laboralmente en Falabella, empresa de propiedad de su familia, donde pasó por diversas áreas: compras, logística, product manager, hasta llegar a la planificación estratégica comercial.
En 2000 partió a perfeccionarse a la Escuela de Negocios Wharton, de la Universidad de Pensilvania, en los Estados Unidos, obteniendo una Maestría en Administración de Negocios (MBA). Luego trabajó un año en Londres, Reino Unido, específicamente en la consultora Booz Allen Hamilton.
A su regreso a Chile, formó Megeve Investment, una plataforma para invertir en diferentes sectores como el inmobiliario, minero y sanitario. En 2003 fue negociador en el proceso de fusión de Falabella con la cadena de tiendas de mejoramiento para el hogar Sodimac y sus controladores, la familia Del Río. En 2007 formó parte del equipo que negoció integración con la supermercadista Distribución y Servicio (D&S), a la larga frustrada por decisión del Tribunal de Defensa de la Libre Competencia del país.
En 2011 ingresó al directorio de la minorista en el lugar dejado por su padre, quien decidió pasar a retiro. En 2012 asumió la presidencia de Banco Falabella. En 2014 asume la presidencia del Grupo Falabella la cual mantiene hasta el año 2023 donde pase a ser parte de los miembros del directorio.